# Курдистанская демократическая партия Сирии
Курдистанская демократическая партия Сирии (курд. Partiya Demokrat a Kurdistanê li Sûriyê, араб. الحزب الديمقراطي الكُردستاني- سوريا‎Hizb Al-Dimuqrati ِAl-Kurdistani fi Suriya, широко известная как KDPS или PDK-S) — курдская политическая партия в Сирии, основанная в 1957 году курдскими националистами в северной Сирии. Партия основана в Гамбурге и имеет различные филиалы во Франции, Великобритании, Швеции и США.

## История
Осман Сабри и Дахам Миро вместе с другими курдскими политиками основали Курдистанскую Демократическую партию Сирии (KDPS) в 1957 году. Целями KDPS являются поддержка культурных прав курдов, экономический прогресс и демократические преобразования. KDPS никогда не признавалась сирийским государством на законных основаниях и остаётся подпольной организацией, особенно после репрессий 1960 года, в ходе которых несколько её лидеров были арестованы, обвинены в сепаратизме и заключены в тюрьму.
После провала политического союза с Египтом в 1961 году Сирия провозгласила себя Арабской Республикой во временной конституции. Во время парламентских выборов 1961 года KDPS не получила ни одного места в парламенте Сирии. 23 августа 1962 года правительство провело специальную перепись населения только в провинции Джазира, которая была населена преимущественно курдами. В результате около 120 000 курдов в Джазире были произвольно отнесены к категории иностранцев. На самом деле у жителей имелись сирийские удостоверения личности, которые они должны были передать администрации для обновления. Однако те, кто предоставил свои документы, ничего не получили взамен. Против курдов была развернута информационная кампания в СМИ с лозунгами  «Спаси арабизм в Джазире!» и «Борись с курдской угрозой!». Эта политика совпала с началом восстания Мустафы Барзани в Иракском Курдистане и открытием нефтяных месторождений в населённых курдами районах Сирии. В июне 1963 года Сирия приняла участие в первой иракско-курдской войне, выделив против курдов авиацию, бронетехнику и 6000 солдат. Сирийские войска пересекли иракскую границу и двинулись в курдский город Заху, преследуя пешмергу Барзани.
В 1960-х годах KDPS прошла через несколько дивизионов. Мустафа Барзани (отец Месуда Барзани, нынешнего президента Иракского Курдистана) попытался воссоединить партию, пригласив все фракции в Иракский Курдистан в 1970 году. В ходе заседаний Миро был избран (а затем переизбран в 1972 году) председателем KDPS.

### Гражданская война в СириииКонфликт в Рожаве
Поначалу KDPS не входила в Сирийский национальный совет, генеральный секретарь Абдулхаким Башар видел в этом органе слишком сильное влияние со стороны Турции. Он потребовал от СНС гарантий для сирийских курдов и, в свою очередь, заявил об обязательстве Турции предоставить полные права турецким курдам. После споров с доминирующей курдской партией в Сирии, партией Демократического союза (PYD), KDP-S позже возглавила Курдский национальный совет (ENKS), чтобы войти в Сирийский национальный совет.
Чтобы противостоять доминированию PYD в курдском Национальном совете, KDP-S создали альянс под названием Курдский демократический политический союз в конце 2012 года. Однако эта стратегия потерпела неудачу и даже аукнулась, в конечном счёте, в конечном итоге заставив других членов ENKS сотрудничать с PYD В начале апреля 2014 года Курдская партия свободы в Сирии (Partiya Azadî ya Kurdî li Sûriyê, или Azadî) и три другие партии объединились в KDP-S.
В Конституции Сирии говорится, что политические партии не могут создаваться на этнической, религиозной, региональной и племенной основе, что является одним из предлогов преследования курдских политических организаций.